# Ланселот Озёрный
«Ланселот Озёрный» (фр. Lancelot du Lac) — кинофильм 1974 года, автором сценария и режиссёром которого является Робер Брессон.
Как и в других своих поздних работах, Брессон вновь делает ставку на актёров-любителей, для многих из которых эта съёмка вообще оказывается дебютом в кино. Режиссёр изначально требовал от них нехватку эмоций для создания особого стиля повествования в ленте, и вдобавок, он частично или полностью убрал всю сказочность и фантастичность из легенды о Граале. Жёсткий реализм, который теперь создаётся в фильме, подчёркивает кровь и грязь в этой истории.
Это одна из двух лент Робера Брессона (вторая — «Процесс Жанны д'Арк»), снятая о Средневековье. Фильм выполнен в ярком и оригинальном стиле и повествует об истории любви Ланселота и Гвиневры, параллельно рассказывая хронику о крушении Камелота и исчезновении Круглого стола. Кинолента также частично основана на нескольких рыцарских романах, в том числе и «Ланселот-Грааль», и творчестве Кретьена де Труа.
Продюсер фильма Жан Янн вспоминал о своём опыте работы над этим фильмом: «Брессон провёл целый день в звукозаписывающей студии, чтобы найти звук падающей кочерги на землю. Логику Брессона на съёмочной площадке понять невозможно».
Фильм был удостоен «Приза ФИПРЕССИ в параллельных секциях» на Каннском кинофестивале 1974 года.

## Сюжет
Сюжет фильма основывается на легендах о короле Артуре. Рыцари Круглого стола, истощённые бесплодными поисками Святого Грааля, возвращаются во дворец короля Артура. Любовные отношения Ланселота и королевы Гвиневры приводят в бешенство рыцарей.

## В ролях
- Люк Саймон[фр.] — Ланселот Озёрный
- Юмбер Бальсан — Гавейн
- Лаура Д. Кондоминас — Гвиневра
- Владимир Антолек-Орезек —  король Артур
- Патрик Бернхард — Мордред
- Артур де Монталембер — Лайонел
- Чарльз Балсан
- Кристиан Шлюмберже
- Жозеф-Патрик Ле Квидр
- Жан-Поль Леперье
- Мари-Луиза Буфет
- Мари-Габриель Картрон
- Антуан Рабо
- Жан-Мари Бекар
- Ги де Бернис

## Критика
Фильм получил преимущественно положительные отзывы критиков. На сайте обзоров Rotten Tomatoes фильм имеет рейтинг 94%, на основании 18 рецензий критиков со средней оценкой 8,47 из 10.
Михаэль Ханеке поместил картину на второе место в опросе Sight & Sound 2002 года о лучших фильмах, снятых когда-либо.
Фильм получил премию ФИПРЕССИ на Каннском кинофестивале 1974 года.
«Монти Пайтон» снял пародию — фильм «Монти Пайтон и Священный Грааль».